# Shiho Ogawa
Shiho Ogawa (小川 志保, Ogawa Shiho, Kashima, 26 december 1988) is een Japans voetbalster die als aanvaller speelt bij Iga FC Kunoichi.

## Carrière

### Clubcarrière
Ogawa begon haar carrière in 2007 bij JEF United Chiba. Ze tekende in 2010 bij INAC Kobe Leonessa. Met deze club werd zij in 2011 kampioen van Japan. In 2012 keerde zij weer terug naar haar oude club JEF United Chiba. Ze tekende in 2014 bij Iga FC Kunoichi.

### Interlandcarrière
Ogawa maakte op 6 maart 2013 haar debuut in het Japans vrouwenvoetbalelftal tijdens een wedstrijd om de Algarve Cup tegen Noorwegen. Ze heeft drie interlands voor het Japanse elftal gespeeld.

## Statistieken
| Japans vrouwenvoetbalelftal | Japans vrouwenvoetbalelftal | Japans vrouwenvoetbalelftal |
| Jaar                        | Wed.                        | Dlp.                        |
| --------------------------- | --------------------------- | --------------------------- |
| 2013                        | 3                           | 0                           |
| Totaal                      | 3                           | 0                           |